# Auenheim
Auenheim korábbi község Franciaországban, Bas-Rhin megyében. Lakosainak száma 888 fő (2018. január 1.). Auenheim Rountzenheim, Fort-Louis, Rœschwoog, Sessenheim és Stattmatten községekkel határos.
2019. január 1-jén Rountzenheim korábbi községgel egyesült és az így létrejött Rountzenheim-Auenheim új község része lett..

## Népesség
A település népességének változása:
| Lakosok száma | 913  | 924  | 921  | 900  | 888  |
|               | 2013 | 2015 | 2016 | 2017 | 2018 |